# (6888) 1971 BD3
1971 بي دي 3 (ويعرف أيضًا باسم (6888) 1971 بي دي 3 وفق تسمية الكوكب الصغير) (بالإنجليزية: 1971 BD3)‏ هو كويكب ضمن حزام الكويكبات؛ وترتيبه 6888 من حيث الاكتشاف.
اكتُشف هذا الجُرم الفلكي بواسطة كارلوس توريس في 27 يناير 1971.

## وصلات خارجية
- (6888) 1971 BD3 في قاعدة بيانات مختبر الدفع النفاث لأجرام النظام الشمسي الصغيرة

- الاكتشاف · مخطط المدار ·  العناصر المدارية · المعلمات المادية

- (6888) 1971 BD3 على موقع ويكي سكاي: DSS2, SDSS, GALEX, IRAS, Hydrogen α, X-Ray, Astrophoto, Sky Map, Articles and images